# Boeing Sonic Cruiser
Der Boeing Sonic Cruiser war ein Konzept von Boeing zur Entwicklung eines schnellen Verkehrsflugzeugs mit Deltaflügel, Entenflügeln als Höhenruder sowie zwei Seitenleitwerken.

## Geschichte
Die Entwicklung begann am 29. März 2001. Die Firma wollte wie zuvor mit ihrem erfolgreichen „Working-together-Prinzip“ arbeiten, d. h. die Entwicklung sollte in enger Abstimmung mit interessierten Fluggesellschaften erfolgen. Das Konzept sah vor, 200–250 Passagiere über eine Distanz von 11.000 bis 16.600 km zu transportieren. Die Fluggeschwindigkeit sollte Mach 0,95–0,98 betragen, das wäre 15 % schneller als normale Verkehrsflugzeuge, was zu einer Zeitersparnis von ungefähr einer Stunde bei einer Strecke von 5000 km geführt hätte. Als Reiseflughöhe waren etwa 45.000 ft (13.716 m) vorgesehen. Das Konzept sah vor, mit einem relativ kleinen Flugzeug direkt von einer Stadt zu einer anderen zu fliegen, um das zeitraubende Umsteigen an einem Drehkreuz zu vermeiden.
Der Sonic Cruiser sollte die Lärmregelung des Chapter 4 einhalten. Zudem sollte der Verbrauch auf dem Niveau der Boeing 767 liegen.

## Ende
Wegen des fehlenden Interesses der Fluggesellschaften am Sonic Cruiser nach den Anschlägen vom 11. September 2001 wurde das Projekt im Herbst 2002 abgebrochen. Die Begründung dafür war, dass die Wirtschaftlichkeit eines Flugzeugtyps für die Fluggesellschaften wichtiger war als die durch ihn erreichte Zeitersparnis. Boeing baute danach die 787, zuvor 7E7 genannt, dies mit dem Ziel, 15–20 % weniger Treibstoff zu verbrauchen als vergleichbare, bisherige Modelle. Von 2002 bis Mitte 2008 stieg der Ölpreis stark an (der Rohölpreis versiebenfachte sich); dadurch gewann dieses Ziel an Bedeutung.

## Technische Daten
| Kenngröße             | Daten                                                                               |
| --------------------- | ----------------------------------------------------------------------------------- |
| Besatzung             | 2                                                                                   |
| Passagiere            | 200–250                                                                             |
| Länge                 | ca. 73 m                                                                            |
| Spannweite            | ca. 56 m                                                                            |
| Höchstgeschwindigkeit | Mach 0,98                                                                           |
| Reisegeschwindigkeit  | Mach 0,95                                                                           |
| Reiseflughöhe         | 12.500–15.000 m                                                                     |
| Reichweite            | 16.668 km                                                                           |
| Triebwerke            | 2× Mantelstromtriebwerke mit mittelgroßem Nebenstromverhältnis und ca. 400 kN Schub |